# Nordermeldorf
Nordermeldorf er en by og kommune i det nordlige Tyskland, beliggende i Amt Mitteldithmarschen i den centrale del af Kreis Dithmarschen. Kreis Dithmarschen ligger i den sydvestlige del af delstaten Slesvig-Holsten.

## Geografi
Kommunen er beliggende i marsken og grænser over Speicherkoog direkte til Nordsøen og dermed til Nationalpark Schleswig-Holsteinisches Wattenmeer. Vejen mellem Meldorf og Wöhrden, går gennem kommunen.
I kommunen ligger ud over Nordermeldorf, bebyggelserne Barsfleth, Christianskoog og Thalingburen

### Nabokommuner
Nabokommuner er (med uret fra nordvest) kommunerne Warwerort, Friedrichsgabekoog, Wöhrden, Hemmingstedt og Epenwöhrden samt byen Meldorf (alle i Kreis Dithmarschen).